# Gašó Jamamura
Gašó Jamamura (山村 雅昭, Jamamura Gašó, 1939 – 28. února 1987) byl renomovaný japonský fotograf. V roce 1976 získal cenu Nobua Iny.

## Životopis
Narodil se 28. února 1987 v prefektuře Osaka. Již v mladém věku vyhrával mnoho soutěží ve fotografickém časopisu. V roce 1962 promoval na Nihon University College of Art v oboru fotografie. V roce 1976 uspořádal první samostatnou výstavu a ve stejném roce získal cenu Nobua Iny.
Zemřel 28. února 1987 ve věku 47 let.

## Knihy
- Jamagiši, Šodži, ed. Japan, a self-portrait. New York: International Center of Photography, 1979. ISBN 0-933642-01-6 (pevná), ISBN 0-933642-02-4 (brožovaná). Díla zde prezentovali také Ikkó Narahara, Rjódži Akijama, Nobujoši Araki, Taidži Arita, Masahisa Fukase, Hiroši Hamaja, Šinzó Hanabusa, Mijako Išiuči, Kikudži Kawada, Džun Morinaga, Daidó Morijama, Kišin Šinojama, Issei Suda, Šómei Tómacu, Haruo Tomijama, Hiromi Cučida, Šódži Ueda, Gašó Jamamura a Hiroši Jamazaki.